# سياسة السويد

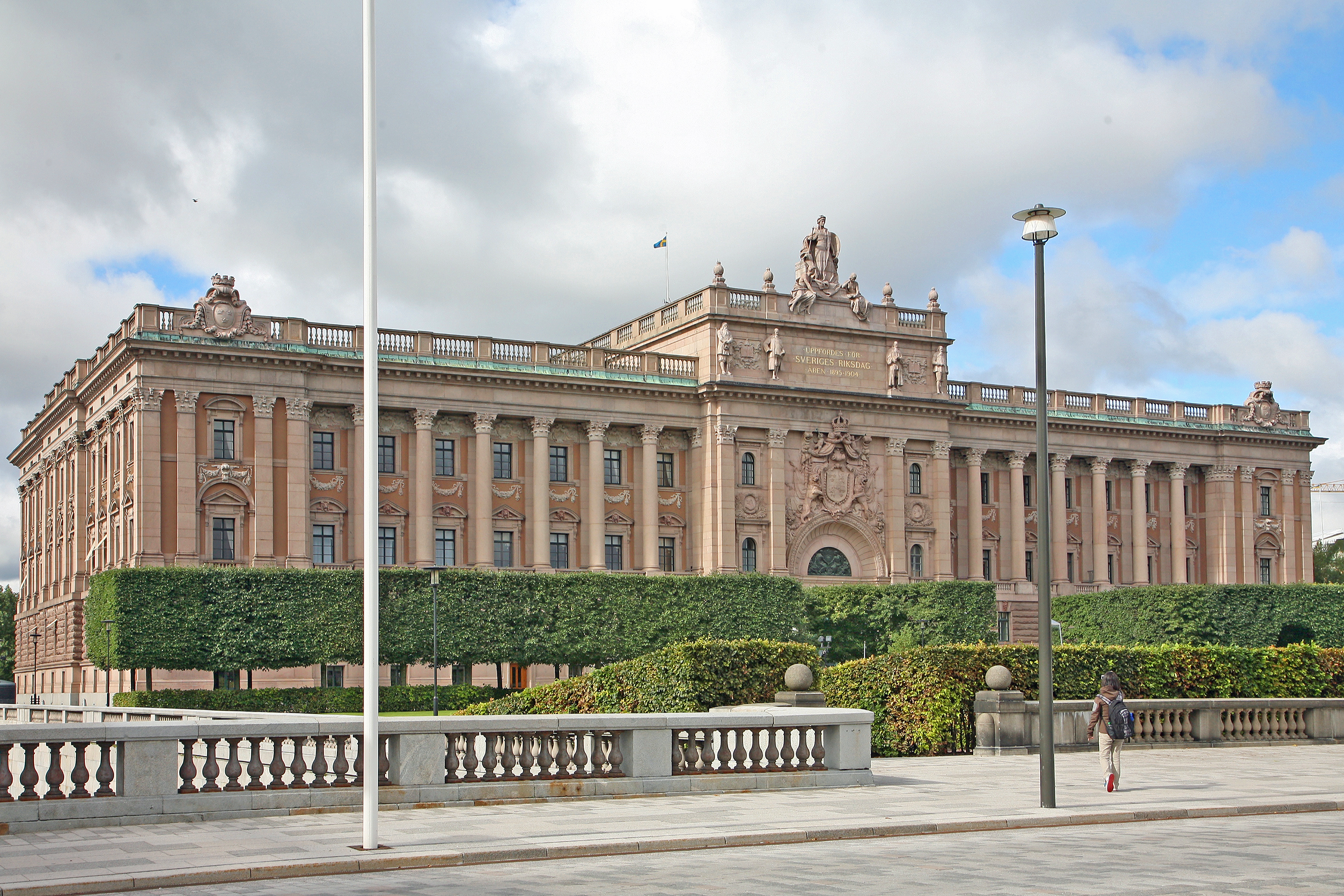
سياسة السويد

تجري السياسة في السويد في إطار نظام ملكي دستوري ديمقراطي نيابي برلماني. تمارس السلطة التنفيذية من قبل الحكومة، بقيادة رئيس وزراء السويد. تناط السلطة التشريعية في كل من الحكومة والبرلمان المنتخبين في إطار نظام متعدد الأحزاب. السلطة القضائية مستقلة، تعينها الحكومة ويعمل بها حتى التقاعد. السويد نظام ملكي رسميًا مع ملك له قوة رمزية.
تمتلك السويد تاريخًا نموذجيًا للديمقراطية في أوروبا الغربية، بدءًا من عصر الفايكنغ القديم الذي انتخب فيه الملوك، وانتهى بسلطة ملكية وراثية في القرن الرابع عشر، والتي أصبحت في الفترات أكثر أو أقل ديمقراطية اعتمادًا على الاتجاهات الأوروبية العامة. النظام الديمقراطي الحالي هو نتاج تطور مستقر للمؤسسات الديمقراطية المضافة على التوالي والتي قُدمت خلال القرن التاسع عشر حتى عام 1921، عندما أدخِل حق المرأة في التصويت. التزمت الحكومة السويدية بالبرلمانية؛ بحكم القانون منذ عام 1975، وبحكم الواقع منذ عام 1917.
منذ الكساد الكبير، هيمن على السياسة الوطنية السويدية إلى حد كبير حزب العمال الاشتراكي الديمقراطي، الذي كان يحتفظ بأكثرية (وأحيانًا أغلبية) في البرلمان منذ عام 1917.
صنفت وحدة المعلومات الاقتصادية السويد على أنها ديمقراطية كاملة في تقريرها لعام 2020. صُنفت السويد أيضًا على أنها ديمقراطية ليبرالية من قبل معهد في-ديم (2021) وحصلت على درجة 40/40 لحماية الحقوق السياسية وفقًا لمؤسسة فريدوم هاوس (2020).

## الدستور
يتكون دستور السويد من أربعة قوانين أساسية. الأهم هو أداة الحكومة لعام 1974 التي تحدد المبادئ الأساسية للحياة السياسية في السويد، والتي تحدد الحقوق والحريات. قانون الخلافة هو معاهدة بين ريكسداغ الطبقات وسلالة برنادوت تنظم حقوقهم في اعتلاء العرش السويدي.
القوانين الأربعة الأساسية هي:
- أداة الحكم (1974).
- قانون الخلافة (1809).
- قانون حرية الصحافة (1766).
- القانون الأساسي لحرية التعبير (1991).

## الملكية
- أصبح الملك كارل السادس عشر غوستاف من آل برنادوت ملكًا في عام 1973. سلطته رسمية ورمزية وتمثيلية.
- وريثة العرش هي ولي العهد الأميرة فيكتوريا منذ عام 1980.

## الفرع التنفيذي

### رئيس الحكومة
- يُرشح رئيس وزراء السويد من قبل رئيس الريكسداغ (البرلمان) وينتخب من خلال البرلمانية السلبية. في الممارسة العملية، هذا يعني أن المرشح لرئاسة الوزراء ينال المنصب إذا صوت أقل من 175 نائبًا بلا، بصرف النظر عن عدد أصوات نعم أو الممتنعين عن التصويت.[4]
- بعد عملية طويلة لتشكيل الحكومة نتيجة الانتخابات العامة التي أجريت في 9 سبتمبر 2018، أعيد انتخاب ستيفان لوفين من الحزب الاشتراكي الديمقراطي السويدي رئيسًا لوزراء السويد لولاية ثانية من قبل البرلمان الجديد في 18 يناير 2019، بعد ذلك مبدئيًا أطيح به من قبل البرلمان. جنبًا إلى جنب مع حزب الخضر، يرأس لوفين حكومة أقلية تعتمد على الثقة والإمداد من حزب الوسط والليبراليين.[5]
- نائبة رئيس الوزراء هي إيزابيلا لوفين من حزب الخضر.[6][7]

### الحكومة
تناط أعلى سلطة تنفيذية في الدولة بالحكومة، التي تتكون من رئيس الوزراء وحوالي 22 وزيرًا يرأسون الوزارات. يُعيَّن الوزراء وفقًا لتقدير رئيس الوزراء وحده. يُرشَح رئيس الوزراء من قبل رئيس الريكسداغ ويُعيّن بعد التصويت في البرلمان نفسه. لا يلعب الملك أي دور في هذه العملية. الطريقة الوحيدة للتخلص من الحكومة هي من خلال اقتراح عدم الثقة في البرلمان. يجب أن يحصل هذا الاقتراح على أغلبية من إجمالي عدد الأصوات في البرلمان (على الأقل 175). مثال آخر على السلطة التي أعطتها الهيئة التشريعية للحكومة هو اعتماد الميزانية في البرلمان السويدي. يُعتمد اقتراح الحكومة بشأن الميزانية، ما لم تصوت أغلبية أعضاء الريكسداغ ضده. هذا لجعل الحكم ممكنًا حتى في حالة حكومة أقلية.

## الفرع التشريعي
يضم البرلمان المكون من مجلس واحد 349 عضوًا ينتخبون شعبيًا كل 4 سنوات. وهي في الدورة بشكل عام من سبتمبر حتى منتصف يونيو.
يمكن أن يبدأ التشريع من قبل مجلس الوزراء أو من قبل أعضاء البرلمان. يُنتخب الأعضاء على أساس التمثيل النسبي لمدة أربع سنوات. يمكن للريكسداغ أن يغير دستور السويد، ولكن فقط بموافقة الأغلبية العظمى والتأكيد بعد الانتخابات العامة التالية.
لعب الحزب الاشتراكي الديمقراطي السويدي دورًا سياسيًا رائدًا منذ عام 1917، بعد أن أكد الإصلاحيون قوتهم وترك الثوار الحزب. بعد عام 1932، سيطر الاشتراكيون الديمقراطيون على المجالس. أعطت خمس انتخابات عامة فقط (1976، 1979، 1991، 2006 و2010) كتلة يمين الوسط مقاعد كافية في البرلمان السويدي لتشكيل حكومة. يعتبر هذا أحد أسباب دولة الرفاهية السويدية بعد الحرب، مع إنفاق حكومي يزيد قليلًا عن 50% من الناتج المحلي الإجمالي.

## الأحزاب السياسية والانتخابات
تُجرى انتخابات عامة جنبًا إلى جنب مع الانتخابات المحلية والإقليمية كل أربع سنوات. أجريت الانتخابات الأخيرة في 11 سبتمبر 2018.

## القضاء
القانون السويدي، الذي يعتمد على القانون الجرماني والروماني والأنجلو أمريكي، ليس مقننًا كما هو الحال في فرنسا والبلدان الأخرى المتأثرة بقانون نابليون، ولا يعتمد على الممارسة القضائية والسوابق القضائية كما هو الحال في الولايات المتحدة.
- المحاكم: الاختصاص المدني والجنائي
  - المحكمة العليا
  - محاكم الاستئناف
  - محاكم المقاطعات
- المحاكم الإدارية: التقاضي بين الجمهور والحكومة.[8]
  - المحكمة الإدارية العليا
  - محاكم الاستئناف الإدارية
  - المحاكم الإدارية
- أمين المظالم:
  - أمين المظالم البرلماني
  - مستشار العدل

## الوكالات الحكومية
تُنفَذ السياسة الحكومية من قبل السلطات الإدارية والوكالات الحكومية في السويد. تخضع هذه الهيئات لسيطرة الدولة ويترأسها رسميًا المديرون العامون المعينون من قبل الحكومة ولكنها تعمل بشكل مستقل عن السلطتين التنفيذية والتشريعية للحكومة. الحكم الوزاري غير قانوني؛ وفقًا للمادة 2، الفصل 12 من أداة الحكومة، لا يجوز لأي عضو من أعضاء البرلمان أو الحكومة التدخل في العمليات اليومية للوكالة، ولا في نتائج القضايا الفردية.

## السياسيون
السويد لديها تاريخ من المشاركة السياسية القوية من قبل الناس العاديين من خلال الحركات الشعبية، وأبرزها النقابات العمالية، والحركة النسائية، وحركة الاعتدال، و-مؤخرًا- الحركة الرياضية. لطالما كانت نسبة المشاركة في الانتخابات في السويد عالية في المقارنات الدولية، على الرغم من انخفاضها في العقود الأخيرة، وبلغت حوالي 87% (87.18% في الانتخابات العامة لعام 2018).
بعض الشخصيات السياسية السويدية التي أصبحت معروفة في جميع أنحاء العالم تشمل جو هيل، وكارل سكوجلوند، وراؤول والنبرغ، وفولك برنادوت، وداغ همرشولد، وأولوف بالم، وكارل بيلدت، وهانس بليكس، وآنا ليند.
وفقًا لمسح أجرته عالمة الاجتماع جيني هانسون، فإن البرلمانيين الوطنيين السويديين لديهم متوسط أسبوع عمل يبلغ 66 ساعة، بما في ذلك المسؤوليات الجانبية. يشير تحقيق هانسون أيضًا إلى أن عدد البرلمانيين السويديين ينامون بالمتوسط ست ساعات ونصف في اليوم.